# Epicypta latiuscula
Epicypta latiuscula är en tvåvingeart som beskrevs av Zaitzev 1991. Epicypta latiuscula ingår i släktet Epicypta och familjen svampmyggor. Inga underarter finns listade i Catalogue of Life.